# Livia Rossi
Livia Rossi (30 dicembre 2001) è una sciatrice alpina svizzera.

## Biografia
Specialista delle prove veloci attiva dal novembre del 2017, in Coppa Europa Livia Rossi ha esordito il 29 gennaio 2019 a Les Diablerets in combinata, senza completare la prova, e ha conquistato il primo podio il 26 gennaio 2022 a Sankt Anton am Arlberg in discesa libera (3ª). Ha debuttato in Coppa del Mondo il 16 dicembre 2022 a Sankt Moritz in discesa libera (46ª); non ha preso parte a rassegne olimpiche o iridate.

## Palmarès

### Coppa Europa
- Miglior piazzamento in classifica generale: 21ª nel 2025
- 1 podio:
  - 1 terzo posto